# 197-es busz (Budapest, 1977–1995)
A budapesti 197-es jelzésű autóbusz Rákoskeresztúr, városközpont és Rákosvölgye MGTSZ között közlekedett. A vonalat a Budapesti Közlekedési Vállalat üzemeltette.

## Története
A járat 1971. november 15-én indult 97Y jelzéssel Rákoskeresztúr, Ferihegyi út elágazás és Rákosvölgye MGTSZ között. 1977. január 3-án az új számjelzések bevezetésével a 197-es jelzést kapta. 1995. június 30-án szűnt meg.
2010. augusztus 23-án az új rákoskerti körjárat kapta ezt a jelzést.

## Útvonala
| Rákosvölgye MGTSZ felé                                                       | Rákoskeresztúr, Ferihegyi út elágazás felé                                                                                              |
| ---------------------------------------------------------------------------- | --- |
| Rákoskeresztúr, Ferihegyi út elágazás vá. – Pesti út – Rákosvölgye MGTSZ vá. | Rákosvölgye MGTSZ vá. – Pesti út – Sáránd utca – Rákoskert sugárút – Zrínyi utca – Pesti út – Rákoskeresztúr, Ferihegyi út elágazás vá. |

## Megállóhelyei
| 0  | Rákoskeresztúr, városközpont végállomás | 15 | 61, 61E, 62, 62, 69, 69A, 80, 97, 98, 161, 162, 180, 192, 198, 297 |
| 3  | Sági utca                               | 12 | 97, 161, 162, 297                                                  |
| 4  | Árkádos utca                            | 11 | 97, 161, 162, 297                                                  |
| 6  | Kucorgó tér                             | 9  | 97, 161, 162, 297                                                  |
| ∫  | Rózsaszál utca                          | 8  | 97, 297                                                            |
| 7  | Kékliliom utca                          | ∫  | 97, 297                                                            |
| ∫  | Zrínyi utca                             | 7  | 97, 297                                                            |
| 8  | Rózsaszál utca                          | ∫  | 97, 297                                                            |
| ∫  | Erzsébet körút                          | 5  | 97, 297                                                            |
| 9  | Nyomdász utca                           | ∫  | 97, 297                                                            |
| ∫  | Rákoskert sugárút                       | 4  | 97, 297                                                            |
| 10 | Sáránd utca                             | 3  | 97, 297                                                            |
| 11 | Zsigmond utca                           | 1  |                                                                    |
| 12 | Rákosvölgye MGTSZ végállomás            | 0  |                                                                    |